# Stacey King
Ronald Stacey King (* 29. Januar 1967 in Lawton, Oklahoma) ist ein ehemaliger US-amerikanischer Basketballspieler und -trainer. Derzeit ist er als Color Commentator im Fernsehen tätig und moderiert die Spiele der Bulls.

## College
Von 1985 bis 1989 spielte King für die Basketballmannschaft seines Colleges die Oklahoma Sooners. Er erreichte einmal das Final Four und einmal die Sweet 16 mit den Sooners. In seiner letzten Saison, als das Final Four erreicht wurde, war er bester Scorer des Teams mit 26 Punkten pro Spiel und wurde in mehrere All-American Teams gewählt.

## Profikarriere
Da er durch seine guten Leistungen auf sich aufmerksam gemacht hatte, wurde er beim NBA Draft 1989 bereits an 6. Stelle von den Chicago Bulls gepickt. Damit war er einer von drei Erstrunden-Picks der Bulls. Er wurde nach seinem ersten Profijahr in das NBA All-Rookie Second Team berufen. Während seiner Zeit bei den Bulls wurde er dreimal NBA-Champion, kam dabei aber nicht sehr häufig zum Einsatz und startete in vier Jahren nur 23 Mal.
Daher wurde er während der NBA-Saison 1993–1994 im Tausch für Luc Longley  zu den Minnesota Timberwolves getradet. Für die Timberwolves bestritt er 50 Spiele und war dabei nicht sehr erfolgreich und spielte danach eine Saison in der CBA bei Grand Rapids. Danach spielte er für kurze Zeit in Italien, bevor er zu den Miami Heat wechselte. In Miami kam er nur selten zum Einsatz und wurde am 17. Juli 1996 aus dem Kader gestrichen. Anschließend wechselte er zu den Sioux Falls Skyforce. Für Sioux Falls spielte er eine Saison lang gar nicht und unterschrieb zwischendurch einmal bei den Boston Celtics und einmal bei den Dallas Mavericks einen 10-Tages-Vertrags, wurde aber nicht in den jeweiligen Kader aufgenommen. In der darauf folgenden Saison spielte er in der Türkei und kehrte danach zu Sioux Falls zurück. Im Jahr darauf beendete er seine aktive Karriere in Argentinien.

## Trainerkarriere
In seiner ersten Trainersaison bei den Rockford Lightning erreichte er direkt die CBA-Finals, verlor diese aber gegen die Dakota Wizards. Nach der Saison wechselte er innerhalb der Liga zu seinem alten Verein den Sioux Falls Skyforce. Mit Sioux Falls verpasste er die Play-offs und beendete danach seine Trainerkarriere.